# Strassen (Ausztria)
Strassen település Ausztriában, Tirolban a Lienzi járásban található. Területe 17,05 km², lakosainak száma 808 fő, népsűrűsége pedig 47 fő/km² (2018. január 1-jén).  A település 1099 méteres tengerszint feletti magasságban helyezkedik el.

## Fordítás
- Ez a szócikk részben vagy egészben  a   Strassen, Tyrol című angol Wikipédia-szócikk ezen változatának fordításán alapul.  Az eredeti cikk szerkesztőit annak laptörténete sorolja fel. Ez a jelzés csupán a megfogalmazás eredetét és a szerzői jogokat jelzi, nem szolgál a cikkben szereplő információk forrásmegjelöléseként.